# جيف ليزلي
جيف ليزلي (بالإنجليزية: Jeff Leslie) هو دراج أسترالي، ولد في 11 ديسمبر 1952.

## وصلات خارجية
- جيف ليزلي على موقع أرشيف الدراجات (الإنجليزية)
- جيف ليزلي على موقع إحصائيات الدراجات الإحترافية (الإنجليزية)
- جيف ليزلي على موقع أوليمبيديا (الإنجليزية)